# Métropole orthodoxe de Bessarabie

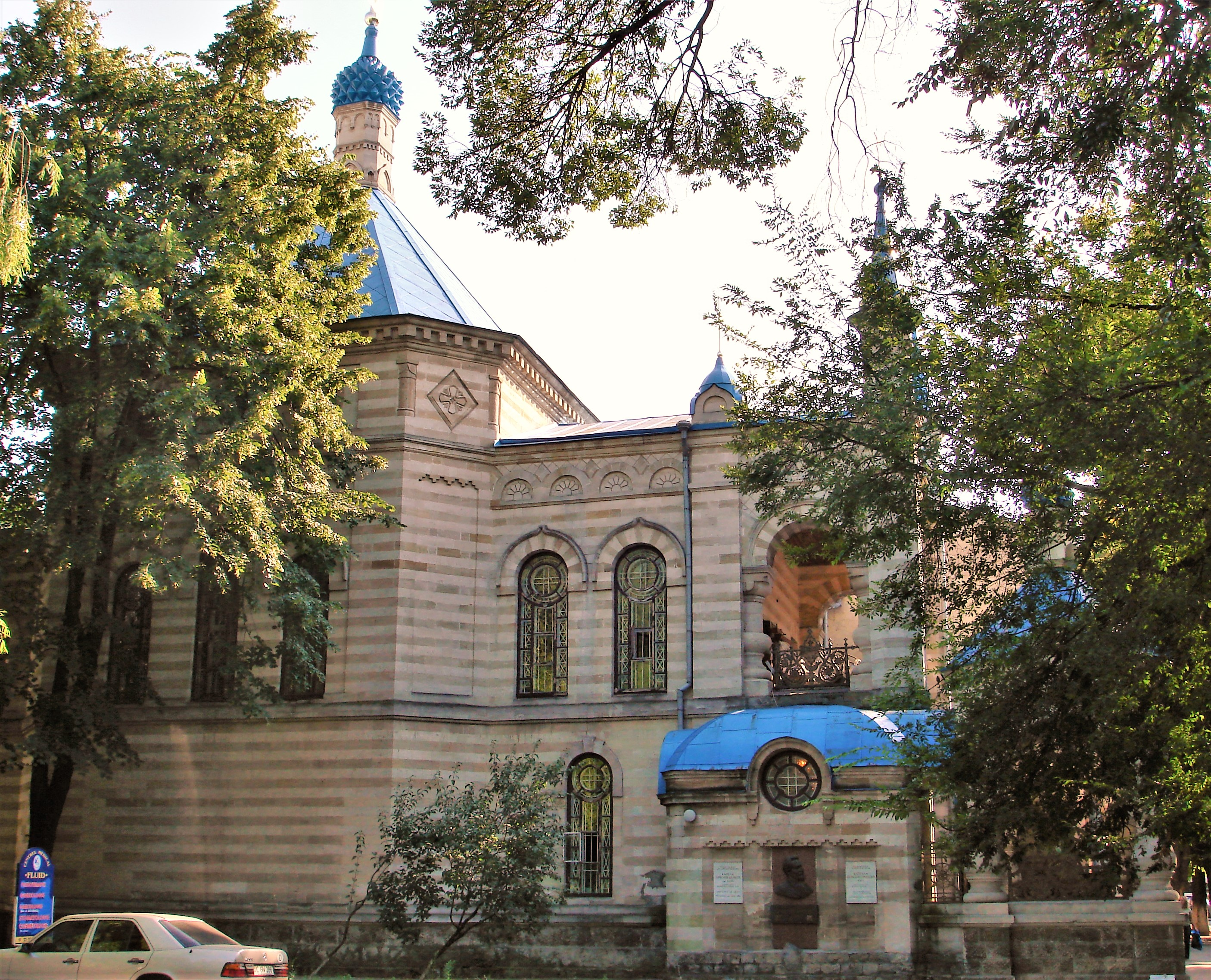
L'église « Sainte-Théodora de la Siha », ancienne chapelle du Lycée Bernardazzi et siège de la métropole orthodoxe de Bessarabie à Chișinău.

La métropole orthodoxe de Bessarabie ou Église orthodoxe autonome de Bessarabie est une Église orthodoxe autonome liée canoniquement au Patriarcat de Roumanie. Le chef de l'Église porte le titre d'archevêque de Chișinău, métropolite de Bessarabie, et Exarque, avec résidence à Chișinău (titulaire actuel : Petru Păduraru).

## Histoire
À l'époque de la principauté de Moldavie, l'actuelle république de Moldavie relevait de la « métropolie de Suceava et de toute la Moldavie » et du patriarcat œcuménique de Constantinople. Après l'annexion russe de 1812, un « archevêché de Bessarabie » fut créé par le patriarcat de Moscou, et reconnu finalement par Constantinople en 1852. Lorsque la première république de Moldavie proclama son indépendance en 1917 et son rattachement à la Roumanie en 1918, cet archevêché devint autonome et fut rattaché au patriarcat de Roumanie en 1919. En 1923 il fut érigé en métropole orthodoxe de Bessarabie. Cette métropole a cessé son activité durant l'occupation soviétique de la Bessarabie (1940-1941) et durant le régime communiste en Moldavie soviétique (1944-1991) qui rétablit l'obédience du patriarcat de Moscou. Réactivée en 1992, la métropole orthodoxe de Bessarabie ne sera reconnue officiellement par les autorités pro-russes qu'en 2002, après une décision de la Cour européenne des droits de l'homme.

## Organisation
L'Église compte quatre éparchies :
- Archéparchie de Chișinău (réactivée en 1995, reconnue en 2004) ;
- Éparchie de Bălți (réactivée en 1992, reconnue en 2004) ;
- Éparchie de Bessarabie du Sud (Cantemir) (réactivée en 2001, reconnue en 2006) ;
- Éparchie de Dubăsari et de Transnistrie (réactivée en 2004, reconnue en 2006).